# Andrena qusumensis
Andrena qusumensis är en biart som beskrevs av Wu 1982. Andrena qusumensis ingår i släktet sandbin, och familjen grävbin. Inga underarter finns listade i Catalogue of Life.